# Mani Acili Glabrió Gneu Corneli Sever
Mani Acili Glabrió Gneu Corneli Sever (en llatí Manius Acilius Glabrio Gnaeus Cornelius Severus, nascut al voltant del 119 - mort posteriorment al 177) va ser un senador de l'Imperi Romà. Va ser cònsol ordinari en 152 amb Marc Valeri Homul·le com el seu col·lega. Acili Glabrió es coneix quasi exclusivament d'inscripcions supervivents.